# Флаг Судогодского района
Флаг муниципального образования «Судого́дский район» Владимирской области Российской Федерации — опознавательно-правовой знак, служащий официальным символом муниципального образования.
Флаг утверждён 24 марта 2009 года и направлен в Геральдический совет при Президенте Российской Федерации на геральдическую экспертизу с последующим внесением флага в Государственный геральдический регистр Российской Федерации.

## Описание
«Прямоугольное полотнище красного цвета со светло-синей полосой у древка во всю ширину флага, которая составляет одну восьмую длины флага. Отношение ширины флага к его длине 2:3. В середине красного полотна золотое изображение герба Судогодского района: золотой львиный леопард в железной, украшенной золотом и цветными камнями короне, держащий в правой лапе длинный серебряный крест в червлёном поле. В нижней части герба на зелёном фоне изображены четверо граблей. Ширина изображения герба Судогодского района должна составлять одну третью часть длины полотнища».

## Обоснование символики
Судогда впервые упоминается в XVII веке как «Судогодская слобода», принадлежавшая сначала думскому дьяку Ивану Грязеву, а после его смерти — московскому Симеонову монастырю. В 1778 по указу Екатерины II Судогда стала уездным городом Владимирского наместничества, с 1796 — заштатным городом Владимирской губернии, в 1803 восстановлена в правах уездного города.
Флаг разработан с учётом герба Судогодского района, в качестве основы которого взят исторический герб города Судогда, Высочайше утверждённый Екатериной II 16 (27) августа 1781 года, описание которого гласит: в верхней части щита герб Владимирский, в нижней «На зеленом поле четверы положенныя параллельно грабли; в знак изобилия сенокосом».
Лев представляет силу, мужество и великодушие, он издавна считался символом величия и мощи владимирских князей. Леопард подчёркивал храбрость и отвагу. Корона на львином леопарде означает, что герб принадлежал Великому княжеству Владимирскому (XII—XIV века). Серебряный крест в лапе хищника говорил о том, что княжество Владимирское по вероисповеданию христианское.
Красный цвет — символ мужества, силы, труда и красоты.
Голубой цвет — символ чести, славы, преданности, истины, добродетели.
Жёлтый цвет (золото) — символ богатства, славы, стабильности, уважения и интеллекта.